# Daniel August von Hogguér
Daniel August von Hogguér, född 10 maj 1800 i Amsterdam, död 29 juli 1848 i Nürnberg, var en friherre, militär och tecknare.
Fadern var general i fransk tjänst och han var gift med grevinnan Natalie von Langalerie. Genom sin far anställdes han i fransk militärtjänst inom olika befattningar. Han lämnade franska armén 1825 för att tjänstgöra i Svenska armén där han utnämndes till ryttmästare vid Kongl. lif-regementets dragon-corps av Karl XIV Johan 1827. Under 1828 genomförde han en åtta månader lång resa till Lappland som resulterade i boken Reise nach Lappland und dem nördlichen Schweden som utgavs i Berlin 1841. Boken var illustrerad med teckningar och litografier av von Hogguér. Boken återutgavs på svenska 1928 i översättning av Harry Blomberg. Han begärde avsked från svensk tjänst 1831 och blev följande år anställd hos hertigen i Koburg som adjutant, diplomat och sekreterare. När han lämnade sin aktiva tjänst 1837 utnämndes han till överstelöjtnant. Sista åren av sitt liv ägnade han sig affärs- och författarverksamhet. Som översättare översatte han flera böcker av Emilie Flygare-Carlén, Carl Jonas Love Almqvist och Magnus Jacob Crusenstolpe till tyska.